# Dama (ajedrez)
La dama o reina (♕♛) es una pieza mayor del juego de ajedrez; se puede mover vertical, horizontal o diagonalmente cualquier número de escaques. Representada en los países de habla hispana y portuguesa por la letra D en la notación algebraica. Es la pieza de mayor valor absoluto del juego, valorada con nueve puntos. 
En el chaturanga y shatranj, antecesores más antiguos de ajedrez, el lugar de la dama era ocupado por la firzan o firz, equivalente al visir o consejero real. En Europa, durante la Edad Media, la dama sustituyó poco a poco su antecesor, a pesar de que los movimientos sean los mismos, y ya en el final del siglo XIII estuvo presente en todo el continente. A finales del siglo XV, su movimiento se expandió alcanzando su conocido poder, aunque todavía se restringían las condiciones de promoción de un peón a una nueva dama.
Normalmente no se utiliza en la fase de apertura del juego, por estar sujeta a ataques de las piezas menores en posiciones cerradas, aunque haya aperturas clasificadas en The Encyclopaedia of Chess Openings (Enciclopedia de aperturas de ajedrez) con su prematura utilización. En las fases de medio juego y final, se vuelve extremadamente útil, ya que se utiliza con facilidad en tácticas como el tenedor y el pincho.
La dama se mueve en línea recta por las filas, columnas y diagonales en el tablero. No puede saltar a sus propias piezas o las adversarias y captura tomando el escaque ocupado por el escaque adversario. Debido a su valor, generalmente se cambia solo por la dama adversaria y su sacrificio, en función de otras piezas, son posiciones que normalmente determinan el resultado de la partida.

## Arqueología

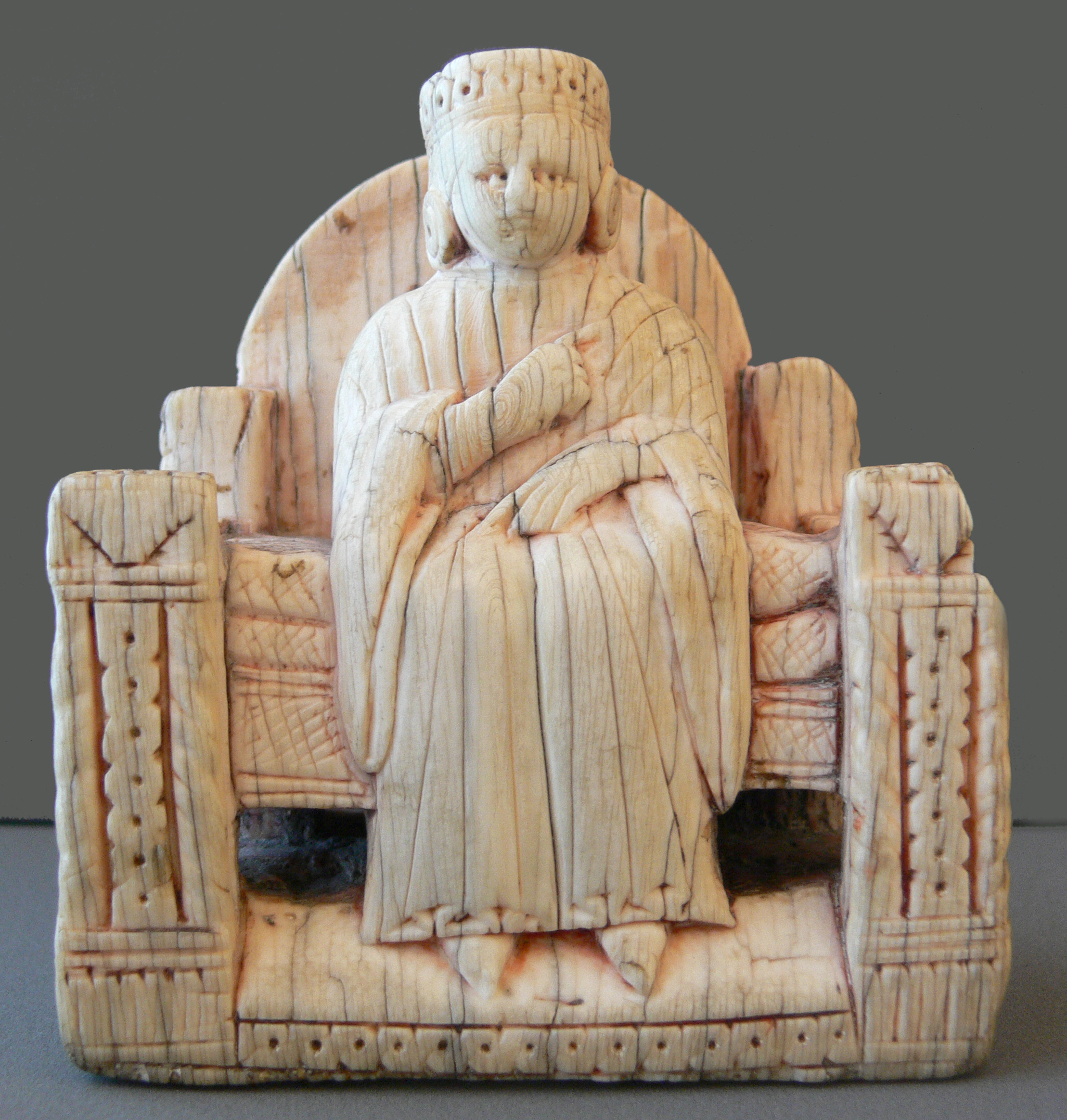
Escultura de marfil, que data del siglo XII.

Las dos figuras más antiguas pertenecen al conjunto de piezas de Carlomagno y fueron encontradas en el sureste de Italia, cerca de la ciudad de Salerno y fueron fechadas entre 1080 y 1100. Son figuras femeninas de marfil, encerradas en un pabellón con pequeñas cortesanas al lado. Ambas usan coronas como signo de su autoridad, y llevan un globo en una de sus manos y la otra tiene  una de las manos sobre un cinturón abrochado. Se cree que estas piezas eran elementos decorativos, no siendo utilizadas para la práctica del ajedrez, debido a su tamaño de unos trece centímetros y peso de un kilo. Otra figura, que data del siglo XII, es en marfil de la Dama, sentada en un gran trono, con una mano sobre el pecho y la otra en el regazo, repitiendo un gesto de autoridad.
Una pieza de origen español que data del siglo XII, tiene un dibujo de una figura sentada en un pequeño trono, semejante a un slot de coche siendo una de las primeras evidencias en el país. Aunque existan evidencias arqueológicas en España, Alemania e Italia, en Francia e Inglaterra éstas son más raras, por lo que es difícil de rastrear cuando la pieza fue introducida en estos países.
Las piezas de Lewis tienen la figura de la Dama similar al rey, sentada en un trono adornado utilizando una corona, pero con una de las manos en la mejilla y con una mirada atónita expresando preocupación. Los diseños de los adornos en el trono indican que las piezas son de origen escandinavo. Cuando el juego fue introducido en la región, la figura de la dama estaba considerada bajo el tablero, existiendo piezas sustanciales de evidencias arqueológicas de piezas excavadas en Suecia, Noruega y Dinamarca, que superan en número a los artefactos encontrados en el resto de países europeos.

## Etimología
El chaturanga, predecesor indio del ajedrez, carecía de una figura femenina en el tablero, tampoco pieza con movimientos similares a la dama en el ajedrez moderno. En el chaturanga, el lugar ocupado por la dama era una pieza llamada mantri, que significa visir o consejero real. Al llegar a Persia esta pieza fue llamada farzin y más tarde firz.
En el siglo X, el ajedrez llegó a Europa traído por los árabes y en el Poema Versus de Scachis (c.997) se hace la primera mención de la dama, descrita en latín como Regina (reina), aunque su movimiento es idéntico al del firz. El libro de los juegos (1283) contiene una descripción detallada del firz, que en España fue transliterado como Alfferza. Esta pieza procede del árabe Al-Firzan, que significa visir siendo alfferza conceptualizado como un abanderado (Alfferz), por eso la figura fue pasada a la forma femenina. Este cambio de sexo causado causó cierta confusión debido a la presencia del firz, una pieza abstracta y masculina, empleada en conjuntos de piezas árabes.
En Italia, la pieza fue nombrada ferzia o fercia y en Francia fierce o fierge donde se cambió de sexo debido a la homofonía entre fierge y la palabra francesa vierge, que significa doncella o virgen. Su posición junto al rey en el tablero elevó su estatus a la realeza, especialmente en los países en los que había una fuerte presencia de las reinas en la monarquía. El culto a Nuestra Señora y el amor cortés coincidieron con la ampliación de los movimientos de la pieza, consolidados del siglo XV. Como consecuencia, ciertos países católicos como Italia, Francia y España utilizaron el vernáculo correspondiente de domina que evocan a «Nuestra Señora», mientras que los países transformadas por la reforma protestante, como Alemania y Gran Bretaña, se negaron a utilizar esta derivación que podría sugerir un culto a la Virgen María, optando por utilizar el término secular «Reina». La pieza pasó a ser llamada Dama en Francia (dame), Alemania (dame), Italia (donna) y España (dama), y reina (queen) en Inglaterra. En Rusia todavía se llama ferz (koroleva, o Reina, es un término coloquial y no utilizado por jugadores de ajedrez profesionales), y en polaco es conocida también como hetman - el título de un comandante militar nacional. En Turquía y otros países que recibieron el juego directamente de los árabes, la figura masculina de firz permaneció aunque sus movimientos se hayan vuelto idénticos a los de la dama posteriormente.
El tinte religioso que tomó el ajedrez en el siglo XII ha llevado a algunos autores, casi de manera rebuscada, a considerar a la Dama como el Pueblo de Dios, La esposa del Rey. Como en el Antiguo Testamento la ciudad santa era llamada, con una imagen femenina, "la hija de Sión", así el Apocalipsis de san Juan nos presenta la Jerusalén celestial "como una esposa ataviada para su esposo" (Ap 21, 2). El símbolo femenino muestra el rostro de la Iglesia en sus diferentes fisonomías de novia, esposa y madre, de esta forma el ajedrez tenía el consentimiento de la Iglesia Católica, ya que se sitúa a la Esposa Ataviada (Dama) al lado del Cordero (Rey). La batalla es con sus respectivos adversarios, Rey (Anticristo) y Dama (Ramera de Babilonia).

## Evolución

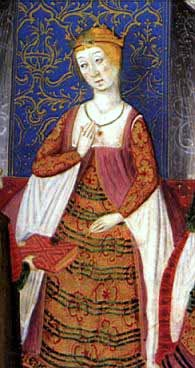
Imagen de Isabel de Castilla en la pintura conquistando el Reino de Granada, 1482, de Pedro Marcuello.

El poema Versos a la Partida de Ajedrez escrito por el rabino español Abraham ibn Ezra a finales del siglo XI no incluía a la dama en el juego, pero posteriormente, de un poema del mismo autor, ya hace esta declaración (shegal, en hebreo). Estos registros muestran el origen europeo de la inclusión de la dama en el juego, ya que la versión en árabe de ajedrez practicado en España coexistió la figura de al-firzan hasta el siglo XIII. Ezra convivió tanto con los españoles como los árabes, y probablemente recibió de los primeros la figura femenina de la pieza.
En el libro Liber de Moribus Hominum et Officiis Nobilium Sive Super Ludo Scacchorum de Cessolis la pieza tiene la primera ampliación de su movimiento, siéndole permitido saltar hasta tres escaques en su primer movimiento, desde que está junto al rey. Esto fue un intento de mantener la sumisión de la dama en relación con el rey, que determinaba sus movimientos «conjúgales». También se describe la restricción de la promoción de un peón a dama, mientras que el original se sigue sin capturar, así como símbolo de la monogamia de la pareja real. Ya en Alemania, uno de los poemas de Carmina Burana escritos en el siglo XIII afirmaba categóricamente que cuando la dama era capturada, la partida estaba virtualmente perdida, pero no indicaba cuáles son sus movimientos.
En el mismo período, el trabajo italiano Bonus Socius describe el movimiento de firz mejorado, permitiéndole saltar dos escaques en diagonal, semejante al movimiento del alfil en la época. Algún tiempo después, también fue permitido saltar piezas adversarias, así como el caballo, una vez por partida, de forma análoga al enroque realizado por el rey siendo que esta regla fue utilizada en Turquía y Rusia hasta el siglo XVIII.

### Ascensión de la dama
A finales de la Edad Media, el movimiento de la dama fue ampliado llegando a la regla actual. La primera evidencia de esta nueva regla se puede encontrar en el poema valenciano Scachs d'amor escrito entre 1470 y 1480. El poema describe una partida con las reglas de movimiento actuales entre Marte cortejando Venus, observados por Mercurio y reitera la unicidad de la dama como única y que cuando esta es capturada la partida está virtualmente perdida.
Además de este manuscrito, otros dos libros de finales del siglo XV describen el nuevo movimiento de la dama, el Libre Del jochs partits dels schachs em nombre de 100 de Francisco Vicente y el Repetición de amores e arte Del axedres com CL iuegos de partido de Luis Ramírez de Lucena. El cambio fue tan drástico que el juego fue llamado por Lucena de la dama y la versión antigua del del viejo.
Las nuevas reglas se propagaron rápidamente por toda Europa y ya en la mitad del siglo XVI eran practicadas en todo el continente. En Italia y en Francia, la nueva variante fue recibida de modo reticente frente a los nuevos poderes de una figura femenina y fue nombrada como scacchi de la donna o alla rabiosa e eschés de la dama o de la dame enragée. En Alemania recibió el nombre de welsches Schachspiel (Ajedrez francés).
Uno de los factores que facilitaron la rápida expansión de las nuevas normas en Europa fue la invención de la prensa de tipos móviles que condujo a la popularización del libro de Lucena, permitiendo que circulase entre las principales ciudades europeas. Otro factor que tal vez haya influido fue la expulsión de aproximadamente dos mil familias de Judíos de España. A finales del siglo XV por el Decreto de la Alhambra, Isabel I de Castilla y Fernando II de Aragón expulsaron a los Judíos no convertidos de España, que se extendieron por los principales centros comerciales, acelerando la difusión de las nuevas reglas de movimiento del juego.
La ascensión de la dama como la pieza de mayor valor relativo de ajedrez coincidió con el reinado influyente de Isabel I de Castilla, sin embargo es probable que otras reinas como Leonor de Aquitania, Blanca de Castilla, Teófano Skleraina y Matilde de Canossa hayan influido en la inclusión de figura femenina de la dama en el tablero. El culto a la Virgen María en Francia del siglo XIII también podría haber influido el juego. El poema Les Miracles Nostre Dame (Los Milagros de Nuestra Dama) figura una partida entre Adán enfrentando al Diablo. La Reina está representada en este poema por María, que a pesar de los movimientos limitado del firz, tiene tal importancia que consigue derrotar (aplicar el jaque mate) al Diablo.

## Movimiento y valor relativo
|       |       |       |       |       |       |       |       |    |  |
|       | a8 xo | b8    | c8    | d8    | e8 xo | f8    | g8    | h8 |  |
| a7    | b7 xo | c7    | d7    | e7 xo | f7    | g7    | h7 xo |    |  |
| a6    | b6    | c6 xo | d6    | e6 xo | f6    | g6 xo | h6    |    |  |
| a5    | b5    | c5    | d5 xo | e5 xo | f5 xo | g5    | h5    |    |  |
| a4 xo | b4 xo | c4 xo | d4 xo | e4 qd | f4 xo | g4 xo | h4 xo |    |  |
| a3    | b3    | c3    | d3 xo | e3 xo | f3 xo | g3    | h3    |    |  |
| a2    | b2    | c2 xo | d2    | e2 xo | f2    | g2 xo | h2    |    |  |
| a1    | b1 xo | c1    | d1    | e1 xo | f1    | g1    | h1 xo |    |  |
|       |       |       |       |       |       |       |       |    |  |

Gif de movimientos permitidos.

Cada ajedrecista comienza el juego con una dama, situada en el centro de la primera fila al lado del rey. La dama blanca inicia el juego en una escaque claro, y la negra en un escaque oscuro, de ahí la regla de «la dama en su color». En notación algebraica, la dama blanca comienza el juego en d1 y la negra en d8.
La dama posee el movimiento combinado de la torre y del alfil, moviéndose en línea recta en las filas, columnas y diagonales. El número de escaques que puede atacar a un tablero vacío varía del 21 al 27 escaques, siendo más efectiva en el centro del tablero. No puede saltar piezas de un mismo color o del adversario. Su movimiento de captura consiste en ocupar el escaque de la pieza adversaria. Según lo establece la FIDE, la dama debe estar representada por la letra D en los países de habla portuguesa y española en la notación algebraica del ajedrez, que deben ser utilizadas en los torneos oficiales. En periódicos y en la literatura se recomienda la utilización de figuras o diagramas ( y ).
Debido a la importancia que la dama adquirió en el ajedrez, fue difundida una expresión en francés gardez la dame que significa «proteja a la dama» anunciada cuando el ajedrecista atacaba la pieza adversaria. No obstante, esta expresión cayó en desuso a finales del siglo XIX, y al igual que el jaque, ya no se utiliza más en las competiciones oficiales.
Usualmente, el valor relativo de la dama se estima entre 7,9 y 15,5 puntos en relación con el valor de referencia de un peón, aunque el valor más citado en la literatura es de entre nueve y diez puntos. Este valor es calculado en función de la movilidad de la dama y la cantidad de piezas adversarias en el tablero. Su capacidad para moverse en una dirección y atacar en otra, permite que ejecute con facilidad tácticas como el pincho y el tenedor.
A medida que existen menos adversarias, la pieza se vuelve más valiosa. Una dama tiene el mismo valor que dos torres, especialmente si otras piezas en el tablero, pero las torres se tornan más valiosas cuando el tablero se vacía, ya que pueden defenderse. Una torre con un peón y una pieza menor tiene un valor aproximado de dama, sin embargo la condición de igualdad sólo si es establecida si el lado sin la dama posee el par de alfiles. En finales con tres piezas menores, estas son un poco más valiosas que la dama, sobre todo si se trata de un par de alfiles y un caballo, cuya combinación no sufre de la debilidad del color cuando solo hay un alfil.

## Estrategia
Los ajedrecistas principiantes desarrollan la dama tan pronto como sea posible, con la esperanza de saquear las posiciones adversas o aplicar un jaque mate como el mate pastor. Sin embargo, esta estrategia es desfavorable contra adversarios experimentados, ya que, en el inicio del juego, cualquier pieza adversaria puede repeler fácilmente un ataque de la dama solitaria. Por otra parte, debido al alto valor de la dama, el defensor puede ganar tiempo y espacio al amenazar a la dama atacante, obligándola a retroceder. Sin embargo, la defensa escandinava, que cuenta con la línea principal el desarrollo de la dama en el segundo y tercer movimiento es razonable siendo inclusive jugada en campeonatos mundiales.
El cambio de damas muchas veces marca el inicio de la fase final del torneo, aunque no existan finales con la dama. Los finales con la dama son notoriamente difíciles de vencer, debido a la multiplicidad de movimientos posibles de la dama y la posibilidad de jaque perpetuo.
En el final de la partida la superioridad de la pieza se hace evidente en la cantidad de mates básicos que pueden ganar el juego. Contra un rey solitario consigue ganar en un mínimo de 10 lances. En finales sin peones, una dama es capaz de derrotar a un adversario con una sola torre o una pieza menor y debido a la multiplicidad de movimientos consigue forzar tablas por repetición de la misma posición en el tablero o por la regla de los 50 movimientos, aunque a nivel profesional la partida se considera en tablas antes. Dos torres contra una dama consiguen forzar una tabla y, en algunos finales, la dama es capaz de derrotar dos piezas menores, como un alfil y un caballo, aunque en algunos casos dos alfiles pueden crear una fortaleza. Tres piezas menores o una torre y dos piezas menores pueden forzar una tabla.
En finales con peones, las probabilidades de empatar al adversario que no posee la dama aumentan en función de la posición de los peones y de su propio rey. Los peones conectados y pasados tienen más posibilidades de forzar tablas, sobre todo si el rey consigue mantener a sus peones, lo que impide la oposición que el adversario lo haga. En general, a medida que el valor de piezas adversarias se equipara al valor de dama, mayores son las posibilidad de tablas.

## Sacrificio de la dama
|       |       |       |       |       |       |       |       |    |  |
|       | a8 rd | b8    | c8    | d8    | e8 rd | f8    | g8 kd | h8 |  |
| a7 pd | b7 pd | c7    | d7    | e7    | f7 pd | g7 bd | h7 pd |    |  |
| a6    | b6 qd | c6 pd | d6    | e6 bd | f6    | g6 pd | h6    |    |  |
| a5    | b5    | c5 bl | d5    | e5    | f5    | g5    | h5    |    |  |
| a4    | b4    | c4 bl | d4 pl | e4    | f4    | g4    | h4    |    |  |
| a3 ql | b3    | c3 nd | d3    | e3    | f3 nl | g3    | h3    |    |  |
| a2 pl | b2    | c2    | d2    | e2    | f2 pl | g2 pl | h2 pl |    |  |
| a1    | b1    | c1    | d1 rl | e1    | f1 kl | g1    | h1 rl |    |  |
|       |       |       |       |       |       |       |       |    |  |

A pesar de que la pérdida de la dama sea decisiva en el resultado de una partida, hay una buena cantidad de partidas que implican su sacrificio. Partidas como la Inmortal de Anderssen, Siempreviva y de la Ópera son ejemplos notables que implican esta combinación. Otra famosa partida de la historia del ajedrez, conocida como la Partida del Siglo, implica la responsabilidad el sacrificio pasivo de la dama negra en el movimiento diecisiete. Esta partida fue disputada por Bobby Fischer, con trece años y jugando con las negras, que enfrentaba a Donald Byrne durante un torneo en Nueva York en 1956.
Nota: Las notaciones en negrita indican los movimientos de la partida

Byrne - Fischer: 
1. Cf3 Cf6 2. c4 g6 3. Cc3 Bg7 4. d4 O-O 5. Bf4 d5 6. Db3 dxc4 7. Dxc4 c6 8. e4 Cbd7 9. Td1 Cb6 10. Dc5 Bg4 11. Bg5 Ca4 12. Da3 Cxc3 13. bxc3 Cxe4 14. Bxe7 Db6 15. Bc4 Cxc3 16. Bc5 Tfe8+ 17. Rf1 Be6!! Robert Wade dice que si esta es la partida del siglo, este es el trato del siglo. Negar la oferta de la dama no es tan simple pues 18. Axe6 lleva a un Mate de la coz con 18. Db5+ 19. Rg1 Ce2+ 20. Rf1 Cg3+ 21. Rg1 Df1+ 22. Txf1 Ce2#. El juego continuó con 18. Bxb6 Bxc4+ 19. Rg1 Ce2+ Esta serie de jaques descubiertos es una combinación conocida como el molino de viento 20. Rf1 Cxd4+ 21.Rg1 Ce2+ 22.Rf1 Cc3+ 23.Rg1 axb6 24.Db4 Ta4 25.Dxb6 Cxd1 26. h3 Txa2 27.Rh2 Cxf2 28.Te1 Txe1 29.Dd8+ Bf8 30.Cxe1 Bd5 31.Cf3 Ce4 32.Db8 b5 33.h4 h5 34.Ce5 Rg7 35.Rg1 Bc5+ 36.Rf1 Cg3+ 37.Re1 Bb4+ 38.Rd1 Bb3+ 39.Rc1 Ce2+ 40.Rb1 Cc3+ 41.Rc1 Tc2# 0-1
- Wikimedia Commons alberga una categoría multimedia sobre la Dama.
- Wikcionario  tiene definiciones y otra información sobre dama.

## Nota
1. ↑  Staunton, Lasker y Euwe y otros estiman el valor de la dama entre nueve y diez puntos.[26][27][28] Sin embargo, Bilguer y Brace y Soltis estiman valores diferentes.[29][30][31]